# Fatou Ndiaye Sow
Pour les articles homonymes, voir Sow.
Fatou Ndiaye Sow (1937 - 24 ou 25 octobre 2004) est une femme de lettres sénégalaise, connue pour sa poésie et ses nombreux ouvrages pour la jeunesse.

## Biographie
Fatou Ndiaye Sow naît à Tivaouane en 1937. Son père, commerçant, est originaire de  Kaolack. Devenue orpheline très tôt, elle est élevée par ses grands parents. Elle commence sa scolarité à l'école coranique, puis à l'école élémentaire de Tivaouane avant de poursuivre ses études au collège Ameth Fall de Saint-Louis et à l'École normale de Rufisque. Exerçant tout d'abord le métier d'institutrice, elle écrit en 1982 son premier ouvrage de poésie destiné aux enfants, Takam-Takam, au titre en wolof. Après un second ouvrage dans la même veine en 1988, Takam Tikou, elle a ensuite jusqu'à sa mort une une production régulière et variée, constituée de berceuses, de récits, de textes didactiques pour l’éducation à la citoyenneté et la défense des droits de l’enfant.
Considérée comme une pionnière de la poésie pour enfants après Annette Mbaye d'Erneville, elle considère ce public comme prioritaire pour développer la lecture dans son pays. En 1995, elle fonde une maison d'édition spécialement destinée à la jeunesse, Falia édition enfance.
Elle participe à de nombreuses rencontres internationales : 7e Congrès des poètes à Marrakech en 1984, Soirées poétiques de Struga en Yougoslavie en 1985, Festival de poésie de Louvain en Belgique en 1986, Symposium littéraire contre l'apartheid de Brazzaville en 1987, 5e Congrès mondial du PEN-International à Toronto en 1989, Salon des poètes de Lyon en 1990, aux États-Unis en 1997, « Yari Yari, Blacks women writers and the future » à l'Université de New-York en 1999.
Membre fondatrice du Comité international des femmes écrivains PEN (IPWWC), elle est décédée subitement le 23 octobre 2004, alors qu'elle participait à un congrès de femmes écrivains africaines à New York.

## Œuvres

### Poésie
- Fleurs du Sahel, Dakar, Les Nouvelles Éditions Africaines du Sénégal, 1990, 47 p.  (ISBN 2 7236 1063 2)

### Littérature pour enfants
- Takam-Takam « Devine mon enfant, devine », Illustrations Djibathen Sambou, Dakar, NEA, 1982  (ISBN 2-7236-0801-8)
- Takam-Tikou, « J’ai deviné », Illustrations Ibou Gueye, Nouvelles éditions Fulgore, 1988
- Takam-Tikou, Illustrations Taofik Atoro, Cotonou, Le Flamboyant, 1993.
- Le Mouton d'Aminata, Illustrations Moustapha Ndiaye, Abidjan, NEI, 1996  (ISBN 2-910190-84-6)
- Takam-Tikou , Illustrations Annick Assémian, Abidjan, NEI, 1997  (ISBN 2-911725-31-X)
- Récit d'Afrique : La Fille de Neene Sira, Ill. Moustapha Ndiaye, Versailles, Les Classiques africains, 1997  (ISBN 2 85049 712 6)
- Un code pour toi et moi, Dakar, Edition Unicom II, 1997 (Vulgarisation du code de le famille)
- Des droits pour les enfants, Dakar, UNICEF, Ministère de la famille, de l'action sociale et de la solidarité nationale, 1998, qui rassemble 11 histoires rééditées ensuite de façon séparée :
  - Adorable Makan, Ill. Samba Ndar Cissé, Dakar, NEAS (Mouss), 2003  (ISBN 2-7236-1455-7)
  - Le Ballon d'Aly, Ill. Sidy Seck, Dakar, NEAS (Mouss), 2003  (ISBN 2-7236-1486-7)
  - Comme Rama, je veux aller à l'école, Ill. Samba Ndar Cissé. Dakar, NEAS (Mouss), 2003  (ISBN 2-7236- 1460-3)
  - La Graine Ill. Samba Ndar Cissé, Dakar, NEAS (Mouss), 2003  (ISBN 2-7236-1481-6)
  - Jéréjéf, Ill. Samba Ndar Cissé. Dakar, NEAS (Mouss), 2003  (ISBN 2-7236-1463-8)
  - Kiwo et Timosa, Ill. Karim Gangué. Dakar, NEAS (Mouss), 2003  (ISBN 2-7236-1472-7)
  - Le Mariage de Ndella, Ill. Karim Gangué, Dakar, NEAS (Mouss), 2003  (ISBN 2-7236-1493-X)
  - Marième, ma fille, Ill. Moustapha Ndiaye, Dakar, NEAS (Mouss), 2003  (ISBN 2-7236-1508-1)
  - Mon quartier, un miroir.- Ill. Abdoulaye Samb. Dakar : NEAS (Mouss), 2003  (ISBN 2-7236-1511-1)
  - Natou ou le rayon de soleil.- Ill. Abdoulaye Samb. Dakar : NEAS (Mouss), 2003  (ISBN 2-7236-1513-8)
  - Le Rêve d'Amina.- Ill. Moustapha Ndiaye. Dakar : NEAS, 2003. (Mouss)  (ISBN 2-7236-1495-6)
- Louty, l'enfant du village.- Ill. Samba Fall. Abidjan : NEI, 2001  (ISBN 2-84487-134-8)
- Papy et Cocori.- Ill. Moustapha Ndiaye. Dakar : Falia Productions-Enfance : Clairafrique, 2001.
- Boubou Golo et les enfants.- Ill. Mbissane Ngom. Dakar, EÉNAS (Cosaan), 2002  (ISBN 2-912774-82-9)
- Mamita.- Ill. Cheikh Ba. Dakar : Falia Éditions Enfance, (Kotti-Kotti, Leebon Lippoon), 2003.

## Distinction
- Prix Jeanne de Cavally pour la littérature enfantine en 2003 pour Louty, l'enfant du village[5].